# Hamtaro
Hamtaro (とっとこハム太郎 Tottoko Hamutarō?) es un manga obra de Ritsuko Kawai y Chinozl de 3 volúmenes publicados en 1997 por la editorial Shogakukan, del que se ha producido una serie anime en la que trabajó Gosho Aoyama diseñando los personajes humanos, también ha producido 4 OVAs, 4 películas, y algunos videojuegos. Está protagonizado por un hámster llamado Hamtaro (Hamutarō ハム太郎) y sus amigos, los Ham-Hams. El eslogan de la serie es Pequeños hámsters, grandes aventuras.
La serie anime tiene calificación totalmente apto para todos los públicos, género de aventuras/comedia aunque se le añadió el subgénero de contenido de magia a partir de el capítulo 194 con la primera aparición de Lapis y Lazuli, cuenta en la actualidad con 296 capítulos de aproximadamente 20 minutos cada uno; además de tener aparte una temporada especial llamada “Haai!” y cada uno de sus capítulos solo dura 5 minutos. Las cuatro OVAs se pueden considerar como capítulos especiales que son bastante más largos que los demás.
De los 296 capítulos que tiene la serie, en Estados Unidos, en Latinoamérica y en España solo se emitieron en televisión 104, y NO son los 104 primeros, en realidad son del primer capítulo al 82 y del 84 al 105, esto es debido a que el que realmente es el capítulo número 83 nunca se emitió en Estados Unidos ni en Latinoamérica ni en España debido a que el capítulo trata sobre el Setsubun, aunque ese capítulo sí se dobló en chino, en francés, en italiano y en alemán, por lo que es totalmente absurdo que nunca se emitiera en español ni en inglés, además de que los 104 capítulos que sí se emitieron en español y en inglés tienen censura americana.
Ninguna de las cuatro películas se doblaron fuera de Japón y lo mismo ocurre con la tercera OVA, en cambio la primera, segunda y cuarta OVA sí se doblaron en Estados Unidos (aunque no en Latinoamérica ni en España), pero con censura y modificaciones en comparación con las versiones originales.
En cuanto a videojuegos, la saga tiene 2 videojuegos de Game Boy Color (El primero de ellos nunca salió de Japón pero el segundo sí.), 3 de Game Boy Advance y 2 de Nintendo DS (El primer videojuego de Nintendo DS nunca salió de Japón pero el segundo sí.). Los 3 videojuegos de Game Boy Advance son considerados los mejores de la saga.

## Sinopsis
Laura Haruna junto a sus padres, su hámster Hamtaro y su perro Brandy se mudan a una nueva casa en una nueva ciudad. Cuando Laura no está pendiente de Hamtaro, él a veces lo aprovecha para salir de su jaula y en una de esas ocasiones encontró detrás de la cama de Laura un camino secreto hacia el tejado de la casa desde donde hay una tubería por la que Hamtaro puede meterse dentro y bajar por ella hasta fuera de la casa, la primera vez que Hamtaro sale así de casa encuentra a Manchitas, otro hámster con dueña. Hamtaro y Manchitas acaban en unos túneles subterráneos hechos por un hámster sin dueño llamado Jefazo que les enseña a los dos su casa, ese mismo lugar oculto de los humanos se acaba convirtiendo en el lugar para que hámsters se reúnan y se diviertan juntos: El Ham-Ham Club. Desde entonces, cuando sus dueños no están pendientes de ellos, cuando no hay peligro de que les descubran los humanos, vienen a El Ham-Ham Club sus miembros: Los Ham-Hams. Cada uno estos hámsters es único por su personalidad, su manera de ser y sus relaciones con otros hámsters, destacando sobre todo que una recién llegada de Francia llamada Lacitos empieza a tener ciertos sentimientos de amor por Hamtaro que se van aumentando y fortaleciendo día a día mientras un hámster muy peculiar llamado Tigrillo se une a Los Ham-Hams para volver a reunirse con su hermana Tigrilla tras tanto tiempo separados... y también para intentar ligar con chicas...

## Personajes

### Hámsters
Estos son los 17 protagonistas, se muestra a continuación una descripción clara de cada uno de ellos (Los nombres de cada uno de los personajes se muestran aquí en este orden: versión en español de España, versión en español de Latinoamérica, versión de Estados Unidos y versión original de Japón, algunos personajes tienen el mismo nombre en varias versiones.):
- Hamtaro/ (Hamutarō ハム太郎):

PRIMERAS APARICIONES:
En la televisión: Capítulo 1.
En el cine: “Hamtaro: aventuras en el Parque Ham” (2001).
En los videojuegos: “Tottoko Hamutaro: Tomodachi Daisaku Ikusa Dechu” (2000, solo en Japón) de Game Boy Color, es controlable en todos los videojuegos aunque en “Hamtaro el rescate del arcoíris” es en el único en que se empieza a jugar controlando primero a Lacitos.
APARICIÓN CON MAYOR PROTAGONISMO: En todas.
Aún a pesar de que en alguna ocasión Hamtaro se ha puesto en la piel de el ladrón Robin-Ham, es el personaje con mayor corazón, más amigable y con mayor espíritu aventurero de todos. Siempre dispuesto a ayudar a cualquiera, en especial a Lacitos, a la que cuida casi tanto como a su dueña Laura. Las misiones y objetivos más importantes los suele hacer Hamtaro, salvo cuando están relacionados con el romance, ya que entonces necesita la ayuda de su mejor amiga Lacitos. En general, todos los retos a los que se han enfrentado Los Ham-Hams los ha resuelto Hamtaro, ya sea en solitario ó junto a Lacitos; para hacerse una idea, si esta saga fuera el videojuego Donkey Kong Country 2, entonces Hamtaro seria Diddy Kong y Lacitos sería Dixie Kong. Hamtaro ha ido siempre junto a Lacitos en casi todo momento porque, según él, es con quien mejor se lleva cuando en realidad es porque siente algo especial por ella, pero Hamtaro es un negado en cosas sobre el amor, entre otras cosas porque es incapaz de solucionar nada relacionado con el amor si no es con la ayuda de Lacitos, como ejemplos de ello están cuando Tigrilla contó lo que ella siente por Cerebrín pero Hamtaro no se enteró de nada y no supo cómo ayudar a Tigrilla como tampoco supo cómo ayudar a Manchitas cuándo él confesó que le gusta Pimienta. Aún a pesar de no entender sobre temas de amor, Hamtaro es muy vergonzoso en estas cosas al igual que Lacitos. Aunque Hamtaro tiene muchísimos amigos, con el que siente mayor amistad es con Manchitas, que además fue el primer hámster que conoció cuando se mudó a la ciudad. Cada vez que sale de casa para ir al club, lo hace bajando por la tubería que hay en el techo y aterrizando encima de su vago pero gran compañero: el perro Brandy, al que no duda en llamar muy a menudo para pedirle ayuda, pues Brandy le ha sacado a Los Ham-Hams de muchos apuros como si fuera el Yoshi que tanto ayuda a Mario y Luigi. A pesar de lo que siente por Lacitos, Hamtaro nunca se ha puesto celoso cuando un chico intenta “ser más cercano” a ella, pero sí se pone celoso cuando sucede con su dueña Laura. Aunque en raras ocasiones Lacitos se ha enfadado con Hamtaro cuando él ni siquiera sabía por qué, nunca se ha visto el caso de que sea Hamtaro quien se enfadara con Lacitos. A Hamtaro le entra el pánico cada vez que viaja en una montaña rusa ó en algo que se le parezca.
- Lacitos/ Colitas/ Bijou/ Ribon/ Xingolin (Ribon-chan リボン-ちゃん):

PRIMERAS APARICIONES:
En la televisión: Capítulo 1.
En el cine: “Hamtaro: aventuras en el Parque Ham” (2001).
En los videojuegos: “Tottoko Hamutaro: Tomodachi Daisaku Ikusa Dechu” (2000, solo en Japón) de Game Boy Color, pero la controlamos por primera vez en “Hamtaro Rompecorazones” de Game Boy Advance (2003).
APARICIÓN CON MAYOR PROTAGONISMO: En general, tiene mucho protagonismo en la gran mayoría de los videojuegos, películas y capítulos, entre los mejores están:
Primera Temporada: Capítulos 15 y 36.
Segunda Temporada: Capítulos 77 y 103.
Tercera Temporada: Capítulos 132 y 168.
Cuarta Temporada: Capítulos 208 y 269.
Lacitos es, sin ninguna duda, la principal protagonista femenina y la deuteragonista de la saga, ya que, de todos los personajes, solamente el mismísimo Hamtaro es más protagonista que ella. Casi todos los hámsters machos consideran que Lacitos es hermosa, no solo por fuera, sino también por dentro, y con toda la razón. De entre todos los personajes, Lacitos es la más mañosa después de Armonía y Penélope (es decir, que está entre los menos torpes) a excepción de en los momentos que intenta declararse a Hamtaro, ya que entonces la torpeza y la mala suerte la invaden, lo que la impide siempre a ella declararse. Hamtaro y Lacitos es indiscutiblemente la pareja más famosa de toda la saga (sobre todo por el videojuego “Hamtaro Rompecorazones”) incluso aunque se incluyeran las parejas de la saga que no son de enamorados como Pashima y Penélope que son una pareja de grandes amigas, ó Tigrillo y Tigrilla que son una pareja de hermanos gemelos. Lacitos empezó a sentirse atraída por Hamtaro nada más mudarse con su dueña María de Francia a Japón. Hamtaro fue el primero que le habló (Jefazo no cuenta porque en realidad tartamudeaba) y el primer gran amigo de ella en Japón. Él le cantó para animarla y después ella le guiñó un ojo, pero Hamtaro no supo qué era lo que ella le quería decir a él con ese gesto porque él no sabía qué significaba ese gesto. Lacitos no se atrevió a unirse a Los Ham-Hams hasta el 4º capítulo por miedo a que María la descubriera; a partir de entonces y día a día, Hamtaro fue conquistando el corazón de Lacitos a través de su amabilidad, simpatía, modales y coraje sin que se diera él nunca cuenta y sin que fuese su intención, del mismo modo, Lacitos nunca se dio cuenta de que Jefazo está enamorado de ella. Actualmente, Lacitos está muy decidida en declararle su amor a Hamtaro, pero entre que tanto él como ella son muy vergonzosos en temas de amor y en que ella nunca encuentra el mejor momento para declararse ó algo arruina su oportunidad para declararse por culpa de una mala suerte, ella no lo ha conseguido todavía a pesar de que conoce a Hamtaro ya desde hace años. Como viene de Francia, Lacitos habla siempre con acento francés, actúa como una educada dama pero sin llegar a ser ni pija ni cursi y nunca le ha faltado el dinero debido a que vive en una mansión donde la tratan como una princesa, pero sin llegar nunca a malcriarla, a ella le apasionan los lazos y las gemas pero a pesar de todo esto ella no es tan solo un típico tópico femenino, ella es mucho más que eso, es más de lo que parece, entre otras cosas por su interpretaciones como Hamciosillo Azul en el videojuego “Hamtaro el rescate del arcoíris”, como una de Las Pequeñas Bandidas y otras interpretaciones que rompen tópicos y estereotipos. Su color favorito es el azul. Sin contar a Armonía, es el personaje que mejor sabe sobre temas de amor, a pesar de que no logra solucionar el suyo. Lacitos es linda en todos los sentidos de la palabra: es dulce, cariñosa y con gran corazón, pero si quiere puede ser muy traviesa y pilla al igual que lo pueden ser las demás Chicas-Ham, a pesar de eso, es la compañera ideal para cualquier hámster y aunque no tiene precisamente mucha fuerza, tiene una maravilla de puntería y además se le da genial el tenis.
- Jefazo/ Gran Jefe/ Boss/ Taisho/(Taishō-kun タイショー-くん):

PRIMERAS APARICIONES:
En la televisión: Capítulo 1.
En el cine: “Hamtaro: aventuras en el Parque Ham” (2001).
En los videojuegos: “Tottoko Hamutaro: Tomodachi Daisaku Ikusa Dechu” (2000, solo en Japón) de Game Boy Color, pero lo controlamos por 1ª vez en “Hamtaro Ham Ham Games” de Game Boy Advance (2004, teniendo en cuenta de que “Ham Ham Games” llegó a Europa antes que “El rescate del arcoíris” cuando en realidad tenía que ser al revés).
APARICIÓN CON MAYOR PROTAGONISMO: Hay muchísimos capítulos en los que tiene mucho protagonismo, entre ellos están los capítulos 31 (Primera Temporada), 56, 90 (Ambos de la 2º Temporada) y 228 (Cuarta Temporada).
El líder de Los Ham-Hams, lo es porque es el más fuerte y veloz de todos (solamente Tía Chispas le gana en las carreras), el que más cerca está de llegar a la adolescencia (Y a pesar de eso él muchas veces se comporta como un niño muy sensible), el que más sabe sobre vida en la naturaleza, y además su casa es al mismo tiempo El Ham-Ham Club. Aparte de Troty, Jefazo es el único miembro Ham que no tiene dueño y tiene que cuidarse él solo en la naturaleza todos los días para sobrevivir; Gorrilla le admira mucho por eso. Aunque parece el más machote de los protagonistas, en muchas ocasiones Jefazo se ha vestido y maquillado como una chica por voluntad propia y cuando lo hace hasta se comporta como tal, lo cual incomoda mucho a los demás. A Jefazo se le da pero que muy bien cavar túneles, los cuales se utilizan como entradas secretas al Ham-Ham Club ó como salidas de emergencia. Jefazo se enamoró de Lacitos nada más que ella se mudara a la misma ciudad, pero él es tan tímido que cuando intenta declararse tartamudea, y a pesar de lo mucho que sabe Lacitos sobre el amor, nunca se le ocurrió que Jefazo se había enamorado de ella. Debido a su enorme torpeza y timidez, cada vez que Jefazo se le ocurre una táctica para conquistar a Lacitos, le pide a Hamtaro que le ayude y acaba siendo Hamtaro el que se va ganando el amor de Lacitos sin que el propio Hamtaro se dé cuenta de ello, aunque también hay ocasiones en las que Jefazo logra demostrarle a Lacitos el buen chico que es. Después de Tigrilla, Jefazo es el que más se enfada con Tigrillo y el que menos le soporta, sobre todo cada vez que Tigrillo intenta ligar con Lacitos. Muy a menudo, Jefazo y Tigrillo compiten entre ellos en algún deporte, algunos de ellos son por equipos y entonces Jefazo y Tigrillo son el líder de cada equipo y cada uno decide que miembro pone en el suyo.
Jefazo, a pesar de que presume a menudo de ser una especie de SuperHam, nada más pisar un barco ya se marea y cuando canta tiene una voz horrible.
- Manchitas/ Bocadín/ Oxnard/ Koushi/(Kōshi-kun こうし-くん):

PRIMERAS APARICIONES:
En la televisión: Capítulo 1.
En el cine: “Hamtaro: aventuras en el Parque Ham” (2001).
En los videojuegos: “Tottoko Hamutaro: Tomodachi Daisaku Ikusa Dechu” (2000, solo en Japón) de Game Boy Color, pero lo controlamos por 1ª vez en “Hamtaro Ham Ham Games” de Game Boy Advance (2004, teniendo en cuenta de que “Ham Ham Games” llegó a Europa antes que “El rescate del arcoíris” cuando en realidad tenía que ser al revés).
APARICIÓN CON MAYOR PROTAGONISMO: Hay muchísimos capítulos en los que tiene mucho protagonismo, entre ellos están los capítulos 37 y 42 de la 1º temporada, 53 y 70 de la 2º temporada y 296 (último capítulo de la 4ª temporada).
En general, la personalidad de Manchitas es casi igualita que la del famosísimo Obelix: tragón, tímido al enamorarse, bonachón y algo lento a la hora de pensar (aunque la verdad, Manchitas también es muy lento para correr, es más, es de los personajes más lentos y de los que quedan en últimos puestos en una carrera). Tanto le gusta comer que siempre lleva en sus patas la misma pipa para olerla y en muchas ocasiones la pierde, y cuando eso ocurre se pone a buscarla desesperado y llorando como si fuera la única pipa que queda en el mundo. Manchitas es el mejor amigo de Hamtaro y el primer hámster que Hamtaro conoció nada más mudarse a la ciudad. Aunque al principio de la serie intentaba acercarse a Lacitos, Manchitas acabó enamorándose de Pimienta, la hámster del granjero Dylan, primo de Karla, la cual es la dueña de Manchitas. Tan enamorados estaban Manchitas y Pimienta que fueron la única pareja de hámsters que se casaron, y luego se fueron a vivir juntos a la granja de Dylan.
- Pashmina/ Muffler (Mafurā-chan マフラー-ちゃん):

PRIMERAS APARICIONES:
En la televisión: Capítulo 2.
En el cine: “Hamtaro: aventuras en el Parque Ham” (2001).
En los videojuegos: “Tottoko Hamutaro: Tomodachi Daisaku Ikusa Dechu” (2000, solo en Japón) de Game Boy Color, pero la controlamos por 1ª vez en “Hamtaro Ham Ham Games” de Game Boy Advance (2004, teniendo en cuenta de que “Ham Ham Games” llegó a Europa antes que “El rescate del arcoíris” cuando en realidad tenía que ser al revés).
APARICIÓN CON MAYOR PROTAGONISMO: Capítulo 22 (Primera Temporada).
Una chica que es tan cariñosa que varios hámsters machos han intentado sin éxito conseguir que Pashmina sea su novia. Al contrario que a muchos otros, a Pashmina casi nunca le invade la torpeza gracias a su bufanda rosa de la suerte la que considera su mayor tesoro sentimental. Pashmina cuida con mucho cariño de Penélope a todas horas, salvo cuando Pashmina se tiene que ir con su dueña Juanita, aunque como Juanita y Kyoko (la dueña de Penélope) son muy amigas, a veces ni estando cada una con su dueña se separan. A Pashmina le encantan los temas sobre amor, aunque ella sea la única de Las Chicas Ham que nunca se ha enamorado, a pesar de que hay varios chicos que les gustaría un montón tenerla como novia. Pashmina no es tan adorable todo el rato como parece, entre otras cosas porque ella es una de Las Pequeñas Bandidas y físicamente es la más fuerte y resistente de las chicas.
- Penélope/ Chibimaru (Chibimaru-chan ちび丸-ちゃん):

PRIMERAS APARICIONES:
En la televisión: Capítulo 2.
En el cine: “Hamtaro aventuras en el Parque Ham” (2001).
En los videojuegos: “Tottoko Hamutaro: Tomodachi Daisaku Ikusa Dechu” (2000, solo en Japón) de Game Boy Color, pero la controlamos por 1ª vez en “Hamtaro Ham Ham Games” de Game Boy Advance (2004, teniendo en cuenta de que “Ham Ham Games” llegó a Europa antes que “El rescate del arcoíris” cuando en realidad tenía que ser al revés).
APARICIÓN CON MAYOR PROTAGONISMO: Capítulo 62 (Segunda Temporada).
Aunque sea todavía una bebé que solo sabe decir “ukiu”, y es la que menos tamaño y fuerza tiene de todos Los Ham-Hams, Penélope ha demostrado en muchísimas ocasiones que ella no es precisamente una inepta, siendo mucho más espabilada de lo que parece, aunque también es la que en más líos se mete poniendo incluso su vida en peligro, por lo que Los Ham-Hams tienen que estar pendientes de salvarla cuanto antes. Penélope le tiene muchísimo cariño a Pashmina y no le gusta nada separarse de ella, ni mucho menos que Tigrillo intente ligar con Pashmina; es tan profundo el sentimiento de compañerismo que las 2 juntas son al mismo tiempo tanto Pequeñas Bandidas como Ham-Ninjas. A pesar de su cortísima edad, Penélope se ha enamorado en varias ocasiones: del cerdo Humberto, de un conejo....¡Hasta de un humano! Pero en ambos casos tuvo que aceptar tristemente de que eran amores imposibles. Penélope suele vestir con una sábana amarilla que le cubre casi todo el cuerpo como si fuera un fantasma; sin sábana Penélope tiene todo su pelaje blanco excepto la parte de arriba que es de color marrón incluyendo sus orejas que son lo único que se ve de Penélope cuando lleva la sábana. Su dueña Kyoko es la más bajita de su clase y a menudo está intentando demostrar a su mejor amiga Juanita que Penélope es mejor que su hámster Pashmina.
- Panda/tello (Panda-kun パンダ-くん):

PRIMERAS APARICIONES:
En la televisión: Capítulo 3.
En el cine: “Hamtaro aventuras en el Parque Ham” (2001).
En los videojuegos: “Tottoko Hamutaro: Tomodachi Daisaku Ikusa Dechu” (2000, solo en Japón) de Game Boy Color, pero lo controlamos por 1ª vez en “Hamtaro el rescate del arcoíris” (2004) de Game Boy Advance.
APARICIÓN CON MAYOR PROTAGONISMO: Capítulo 19 (Primera Temporada).
Panda es un gran carpintero al igual que el padre de su dueña Mimí: los columpios, la mesa, los taburetes y el tobogán que hay en El Ham-Ham Club los construyó y/o reparó él, pero sin duda el mayor de sus trabajos fue la construcción del primer Parque de Atracciones para hámsters. Los Boobabies (Personajes de el videojuego Hamtaro Ham-Ham Games) admiran mucho a Panda por sus grandes dotes y su manejo con los clavos, el martillo y demás herramientas, aunque cuando se trata de enfrentarse a gatos Panda se vuelve tan ó incluso más cobarde que el propio Manchitas. Mimí es la única humana que sabe sobre el secreto de Los Ham-Hams (salvo sobre el club), pero al ser tan pequeña (solo sabe contar hasta 3) no se da cuenta de que no es normal de que unos hámsters hagan esas cosas.
- Gafitas/ Dandy/ Dexter/ Megane (Megane-kun めがねくん):

PRIMERAS APARICIONES:
En la televisión: Capítulo 2.
En el cine: “Hamtaro: aventuras en el Parque Ham” (2001).
En los videojuegos: “Tottoko Hamutaro: Tomodachi Daisaku Ikusa Dechu” (2000, solo en Japón) de Game Boy Color, pero lo controlamos por 1ª vez en “Hamtaro el rescate del arcoíris” de Game Boy Advance (2004).
APARICIÓN CON MAYOR PROTAGONISMO: Capítulo 29 (Primera Temporada).
Elegante, formal, educado y caballeroso, así intenta ser Gafitas a diario, pero en ciertas ocasiones le resulta muy difícil comportarse civilizadamente, sobre todo por las incontables veces que se pelea con Bromitas porque él es, junto a Jefazo, el que menos aguanta a Bromitas. A pesar de sus intentos de ser correcto en todo, las desgracias se le abalanzan sobre Gafitas de la manera que peor se imagina, y sin que él pueda hacer nada a tiempo para evitarlas. Gafitas vive con su dueño, el cual es el propietario de una óptica; en ella suele haber algunas herramientas mecánicas que sobran y entonces Gafitas las aprovecha para fabricar algo útil.
- Marmotín/ Siestín/ Snoozer/ Neteru (Neteru-kun ねてる-くん):

PRIMERAS APARICIONES:
En la televisión: Capítulo 2.
En el cine: “Hamtaro: Aventuras en el Parque Ham” (2001).
En los videojuegos: “Tottoko Hamutaro: Tomodachi Daisaku Ikusa Dechu” (2000, solo en Japón) de Game Boy Color, aunque aparece en todos los videojuegos, no es posible controlarle en ninguno.
APARICIÓN CON MAYOR PROTAGONISMO: Capítulo 20 (Primera Temporada).
Inesperadamente, un día cuando Jefazo vuelve a su casa, se encuentra con un hámster desconocido durmiendo encima de su mesa; no se sabe ni de dónde viene ni que hace ahí, ni siquiera su verdadero nombre. Puesto que no hubo manera de despertarlo, Los Ham-Hams tuvieron que aceptarlo como un miembro más y Jefazo tuvo que dejarle vivir en su casa, y fue él quien decidió llamarle Marmotín. Aunque nunca se le ha visto despierto, en los momentos más inesperados Marmotín menciona a los demás alguna frase llena de filosofía relacionada con el problema que tienen en ese momento, por lo que se podría decir que al menos, en sentido figurado, Marmotín es el más despierto del grupo. Marmotín siempre duerme dentro de un calcetín humano y cada vez que Los Ham-Hams se van durante mucho tiempo fuera del club, uno de ellos ata a Marmotín a su espalda con calcetín y todo, como si fuera un bebé. La cara de Marmotín es muy, pero que muy parecida a la de Omar, lo que suele provocar a todos bastantes confusiones.
- Tigrilla/ Sandy/ Torahamu-chan (Torahamu-chan トラハム-ちゃん):

PRIMERAS APARICIONES:
En la televisión: Capítulo 3.
En el cine: “Hamtaro: Aventuras en el Parque Ham” (2001).
En los videojuegos: “Tottoko Hamutaro: Tomodachi Daisaku Ikusa Dechu” (2000, solo en Japón) de Game Boy Color, pero la controlamos por 1ª vez en “Hamtaro el rescate del arcoíris” (2004) de Game Boy Advance.
APARICIÓN CON MAYOR PROTAGONISMO: Capítulo 13.
Sin duda Tigrilla es el personaje más ágil de toda la saga debido a sus grandes dotes en la gimnasia rítmica, en el malabarismo y en la acrobacia. Cuando su dueña Elena tuvo que pedirle a su amigo Noel que cuide de Tigrillo, Elena le tuvo que dar muchos juguetes a Tigrilla para que no se sintiera sola; fueron esos mismos juguetes los que hicieron que tuviera esas dotes. Tigrilla se enamoró de Cerebrín justo cuando él le dijo que muy pronto se volviera a encontrar con su hermano y que no perdiera la esperanza,fue la primera pareja oficial que se formó en la saga y es una de las mejores, muchas veces Tigrilla se queda embobada mirando atentamente a Cerebrín y nunca se ha atrevido a darle un beso a pesar de que actualmente ya llevan varios años juntos y no hay ni un solo San Valentín en que ella no le dé a él su regalo, entre lo que ella siente por Cerebrín está el que le recuerda mucho a su hermano cuando él la cuidaba cuando lloraba, se perdía ó enfermaba. En el mismo capítulo en que se enamoró de Cerebrín, enseñó a las demás Chicas-Ham a manejar correctamente la cinta de gimnasia rítmica, arma principal no solo de Tigrilla sino también de Las Pequeñas Bandidas, a pesar de no ser tan fuerte como Pashmina ni tan ligera como Penélope, es La Pequeña Bandida más difícil de atrapar. Tigrilla muchas veces se suele poner demasiado pesadita con su novio ó con su hermano, ya sea ó porque quiere estar el mayor tiempo posible junto a Cerebrín ó por estar pendiente de Tigrillo y vigilarle de que no intente ligar con nadie. Aparte del de Las Pequeñas Bandidas, Tigrilla se ha puesto un montón de trajes variados de típica antiheroína de cómic, entre ellos: el de Hamciosillo Naranja en el videojuego “Hamtaro el rescate del arcoíris”. Tigrilla es muy buena jugando a la comba, el baloncesto, el aro y demás juegos similares.
- Tigrillo/ Stan/ Torahamu-kun (Torahamu-kun トラハム-くん):

PRIMERAS APARICIONES:
En la televisión: Capítulo 14.
En el cine: “Hamtaro: Aventuras en el Parque Ham” (2001).
En los videojuegos: “Tottoko Hamutaro: Tomodachi Daisaku Ikusa Dechu” (2000, solo en Japón) de Game Boy Color, pero lo controlamos por 1ª vez en “Hamtaro el rescate del arcoíris” (2004) de Game Boy Advance.
APARICIÓN CON MAYOR PROTAGONISMO: Capítulo 136 (Tercera Temporada).
Dicen que las mascotas se parecen a sus dueños, pero él es un caso aparte; mientras que su dueño Noel es musculoso y tímido, Tigrillo es descarado y ya le gustaría tener músculos. Es bastante fiestero, se divierte mucho con sus maracas, su monopatín y sus gafas de sol; al principio sus maracas eran verdes, pero su hermana se las rompió porque estaba muy enfadada con él, y luego se arrepintió y le regaló por su cumpleaños unas maracas rojas. Tigrillo tiene siempre una gran ansia de amor y cariño, por lo que intenta echarse novia a toda costa y usa trucos para acercarse a cualquier chica (la mayor parte de las veces lo intenta con Lacitos y/o con Pashmina, pero en general, lo hace con cada una de las chicas que él llega a conocer), actuando como un ligón. Suele hacer a menudo trampas para ligar como por ejemplo presumiendo que recibe muchas cartas de amor de chicas y muchos regalos de San Valentín cuando en realidad es mentira, se vuelve bastante pesadito, tiene una birria de ingenio, ya que todo lo que a él se le ocurre siempre sale a peor (la única excepción fue cuando propuso crear un periódico para hámsters, y así nació "El Diario Ham") y acaba siempre en situaciones embarazosas, ya sea por culpa de la pelmaza de su hermana ó de su propia mala suerte, por lo que hoy en día se conforma con la caricia de cualquier chica, eso sí: cuando es un chico quien se pone cariñosamente con él como dando un abrazo, en plan amigos, Tigrillo no quiere que se le acerque, y una de las cosas que más ilusión le hace es recibir de verdad un regalo de San Valentín; a pesar de todo, él jamás se rinde hasta conseguirlo. Su hermana tiene que estar pendiente de él, y cuando le pilla ligando, le agarra por la cola con el extremo de su cinta, tira de él alejándole de las chicas y le echa la bronca, pero a pesar de eso, Tigrillo quiere mucho a su hermana, considera que ella es la chica más linda del mundo y a menudo se les ve a los dos hermanos bailando juntos cariñosamente. Tigrillo es muy atlético, tiene mucha energía, es el chico que más resistencia a los resfriados tiene y entre los deportes que practica están el fútbol, el tenis, el atletismo, el snowboard y algún que otro deporte de riesgo. La mayor atracción que ha sentido Tigrillo por una chica es al conocer a Flora La Hamfermera, en una ocasión Flora creyó que su dueño el Doctor León iba a hacer que ella se casara con alguien y eso hizo que Tigrillo cayera en depresión, pero todo fue un malentendido, Tigrillo se volvió a animar cuando se enteró de que Flora no se iba a casar. Aunque él ande deprimido por amor, por no conseguir pareja, le encanta ver feliz a su hermana cuando está con su novio Cerebrín. En bastantes ocasiones, compite contra Jefazo tanto para saber quién es mejor en un deporte en concreto como para descubrir quién consigue conquistar a Lacitos. A pesar de que se vuelve muy plasta cuando intenta ligar, Tigrillo es en el fondo un buen chico y realmente se merece más ternura de lo que su hermana piensa.
- Bromitas/ Bromín/ Howdy/ Maido (Maido-kun まいどくん):

PRIMERAS APARICIONES:
En la televisión: Capítulo 2.
En el cine: “Hamtaro aventuras en el Parque Ham” (2001).
En los videojuegos: “Tottoko Hamutaro: Tomodachi Daisaku Ikusa Dechu” (2000, solo en Japón) de Game Boy Color, pero lo controlamos por 1ª vez en “Hamtaro el rescate del arcoíris” de Game Boy Advance (2004).
APARICIÓN CON MAYOR PROTAGONISMO: Capítulo 52 (Primera Temporada).
Desgraciadamente, Bromitas ha dado mucho de qué hablar en la saga: un tendero ansioso del dinero que intenta a todas horas demostrar a todos que es gracioso a base de soltar chistes malísimos que no tienen nada de gracia, son deprimentes y hasta le amargan a uno el día, por lo que nadie le soporta (en especial Gafitas, el cual siempre le pide que lo deje de una vez y hasta le echa la bronca), razón por la que muchas veces Bromitas hace del malvado de las historias en las que Los Ham-Hams se meten cada vez que sueñan. Bromitas siempre compite contra Gafitas para demostrar que es el mejor, y hasta se suelen pelear muy, pero que muy a menudo por alguna chorrada. A Bromitas se le suele ver en su tienda vendiendo, haciendo cálculos con su ábaco ó barriendo, y siempre busca una excusa cualquiera para forrarse de pasta, además tiene una amiga de la infancia llamada Hannah de la que tiene muy buenos recuerdos y ella es la única que le hacen gracia los chistes de Bromitas. Bromitas hace lo imposible por impresionar a Pashmina, haciéndole cualquier clase de favor ó detalle; a menudo tiene que apartar a Tigrillo de en medio ya que él también intenta lo mismo.
- Cerebrín/ Maxwell (Noppo-Kun のっぽくん):

PRIMERAS APARICIONES:
En la televisión: Capítulo 3.
En el cine: “Hamtaro: Aventuras en el Parque Ham” (2001).
En los videojuegos: “Tottoko Hamutaro: Tomodachi Daisaku Ikusa Dechu” (2000, solo en Japón) de Game Boy Color, pero lo controlamos por 1ª vez en “Hamtaro el rescate del arcoíris” de Game Boy Advance (2004).
APARICIÓN CON MAYOR PROTAGONISMO: Capítulo 23 (Primera Temporada).
El más alto, inteligente, orejudo y el que mejores consejos da de todo el Ham-Ham Club. Es también el director del periódico "El Diario Ham" y el que se pasa el mayor tiempo leyendo libros, afición que sacó de su dueña Melissa que es la encargada de una biblioteca. Cerebrín empezó a sentir una gran e íntima atracción hacia Tigrilla cuando Hamtaro le preguntó a él sobre qué le parece a él Tigrilla porque las chicas le pidieron a Hamtaro que lo hiciera, aunque a Cerebrín le da muchísima vergüenza hablar sobre eso. Cerebrín siempre trata a Tigrilla con muy buenos modales, gran amabilidad, cariño y ternura, incluso cuando ella se pone muy pesada y además él suele cogerla de la pata y darla caricias, aunque nunca se le ha pasado por la cabeza besarla al igual que tampoco ella a él. Cerebrín suele ser el que más veces suele echar la bronca a los que meten la pata (casi siempre Bromitas ó Jefazo), nunca se la hecha a Tigrillo porque sabe muy bien que de eso se encarga Tigrilla. Cerebrín suele explicar las cosas muy bien y la mar de detallado, pero cuando lo que explica son reglas ó cualquier clase de norma, solo Tigrilla le hace caso y al principio ni eso ya que todavía no se había enamorado de él.
- Trotty/ Jingle (Tongari-Kun トンガリくん ):

PRIMERAS APARICIONES:
En la televisión: Capítulo 10.
En el cine: “Hamtaro: Aventuras en el Parque Ham” (2001).
En los videojuegos: “Tottoko Hamutaro: Tomodachi Daisaku Ikusa Dechu” (2000, solo en Japón) de Game Boy Color y aunque sale en todos los videojuegos de la saga no es posible controlarle en ninguno.
APARICIÓN CON MAYOR PROTAGONISMO: Capítulo 74 (Segunda Temporada).
Trotty es un vagabundo que no suele estar mucho tiempo en el mismo sitio, pues, según él, va hacia donde le lleve el viento. A pesar de que nunca se sabe cuando se volverán a encontrar, Los Ham-Hams consideran a Trotty como un miembro más en el club, y por lo tanto, forma parte de ser uno más de los protagonistas de la saga, aunque no sale las veces necesarias para que se pueda considerar como otro protagonista. Trotty tiene un curiosísimo don: ¡Es incapaz de aprenderse ni un solo nombre bien!, salvo el de su compañero de viajes: un cerdo llamado Humberto. Mientras viaja, Trotty suele relajarse tocando su guitarra, y como es muy filósofo, también cuenta poemas a los que nadie les encuentra ningún sentido, entre otras cosas porque están llenos de metáforas complicadas.
- Gorrilla/Gorritas/Cappy (Kaburu-Kun かぶるくん):

PRIMERAS APARICIONES:
En la televisión: Capítulo 3.
En el cine: “Hamtaro: Aventuras en el Parque Ham” (2001).
En los videojuegos: “Tottoko Hamutaro: Tomodachi Daisaku Ikusa Dechu” (2000, solo en Japón) de Game Boy Color, pero lo controlamos por 1ª vez en “Hamtaro Ham Ham Games” de Game Boy Advance (2004, teniendo en cuenta de que “Ham Ham Games” llegó a Europa antes que “El rescate del arcoíris” cuando en realidad tenía que ser al revés).
APARICIÓN CON MAYOR PROTAGONISMO: Capítulo 21 (Primera Temporada).
Gorrilla es uno de los personajes masculinos de la saga más adorables y queridos por los fans a pesar de no ser ni fuerte ni valiente. Además, Gorrilla es el segundo Ham-Ham más joven de todos, por debajo de Penélope. Gorrilla tiene una enorme colección de gorros en su casa y algunos de ellos no son realmente gorros sino cacerolas, chapas y demás cosas que un hámster podría usar como gorro. Gorrilla era el hámster que mejor jugaba al escondite (entre otras cosas por lo bien que se camufla) hasta que apareció Atrapadillo, y aunque al principio no paraban de pelearse y competir, han acabado por ser muy buenos amigos ya que se salvaban la vida el uno al otro. Curiosamente, Hamtaro y Gorrilla celebran sus cumpleaños el mismo día (6 de agosto) exactamente. Gorrilla vive con un matrimonio feliz que tratan a Gorrilla como su bebé hasta tal punto de que es el único de los 17 protagonistas que tiene en su jaula una cama de colchón tamaño hámster en vez de simplemente dormir encima de la paja y también es el hámster que tiene la jaula más grande y que por dentro más se parece a una casa de humanos. Gorrilla admira mucho tanto a Jefazo como a Spat, ya que ambos le parecen que son guays.
- Diablito/ Spat (Devihamu-kun/Debihamu-kun デビハムくん):

PRIMERAS APARICIONES:
En la televisión: Capítulo 130 (Tercera Temporada).
En el cine: Lamentablemente, nunca ha aparecido en el cine aunque no es de extrañar que si ocurra en un futuro.
En los videojuegos: En el único de momento en que aparece es en “Hamtaro Rompecorazones” de Game Boy Advance (2003) y no es posible controlarle.
APARICIÓN CON MAYOR PROTAGONISMO: Aparte de en el videojuego y capítulo mencionados, aparece en los capítulos 232 y 244, ambos de la 4º Temporada.
El hámster más malvado y torpe de todos (Pues todo lo que tiene de malvado lo tiene de torpe.) es, sin la menor duda, el antagonista principal de toda saga a pesar de ser también el enemigo de Los Ham-Hams que más tardó en aparecer, ¡Para que luego digan que los mejores malvados son los más clásicos! Spat es uno de los malvados más populares del anime furry tanto como Kuromi de “My Melody” ó Diana y Dian de “Jewelpet”. Según él, Spat es feliz haciendo diabluras pero desde que se encontró con Hamtaro y Bijou cada vez le cuesta más. Los enfrentamientos que han tenido Hamtaro y Bijou con Spat son los momentos más esperados, deseados y alucinantes de la saga y donde más acción suele haber a no ser que haya un peligro aún mayor que Spat. Spat tiene la extraña manía de decir “Pfpth” muy a menudo sobre todo cuando se ríe ó se enfada, sus ojos dan la sensación de que no tiene sentimientos amorosos, las alas a lo murciélago de su traje le permiten volar aunque cuesta mucho manejarlas, por su tridente puede lanzar ó rayos ultravioleta para atacar ó bien una sustancia maligna que cuando alcanza a alguien piensa y se compota igual que Spat y hasta se le ponen los ojos como los de él, con quienes más veces ha usado esta habilidad es con Jefazo y Bromitas ya que son los que peores se comportan. En un principio, las diabluras de Spat consistían sobre todo en arruinar toda clase de amor: romance, amistad, aprecio, cariño especial, etc. Las razones eran por diversión placentera, porque detestaba con todas sus fuerzas el amor y sobre todo por evitar que su eterna archienemiga Armonía (AVISO A CONTINUACIÓN DE REVELACIONES DE EL VIDEOJUEGO HAMTARO ROMPECORAZONES HASTA EL FINAL DE LA DESCRIPCIÓN DE ESTE PERSONAJE:) fabrique Tiros de Amor, un arma muy poderosa que cuando hay un alto nivel de amor le rocía con él a Spat lo que convierte su traje de demonio en uno de ángel impidiéndole para siempre hacer nada malo, que es lo Spat más teme en el mundo entero. Con total de arruinar el amor, Spat ha sido capaz de mentir, robar, amenazar y hasta de manipular a otros y sin sentir ningún remordimiento, pues no puede sentirse libre, aliviado ni tranquilo hasta que no se libre para siempre de Armonía. La guarida de Spat es La Torre Vil, lugar donde descansa de cada derrota y donde tiene El Hamminator 3000, un robot alado y blindado con forma de la cabeza de Spat donde desde dentro Spat ataca lanzando rayos de luz por los ojos del robot y tornados por las alas. Curiosamente, Gorrilla admira mucho a Spat tanto como a Jefazo a pesar de que Spat le vendió una gorra que había robado. De todos los protagonistas de la saga que usan trajes de malvado, héroe ó antihéroe, Spat es el único que lo lleva puesto todo el tiempo, sin él Spat no tiene ni alas ni antenas, su piel es blanca y su pelo negro, en el único momento donde se le puede ver sin traje es en un trozo de escena del videojuego “Hamtaro Rompecorazones”, es un momento muy breve y encima solo se le ve de espalda y de perfil.
- Armonía/ Harmony (Angel-chan/Enjeru-chan エンジェルちゃん):

PRIMERAS APARICIONES:
En la televisión: Capítulo 130 (Tercera Temporada).
En el cine: Lamentablemente, nunca ha aparecido en el cine aunque no es de extrañar que si ocurra en un futuro.
En los videojuegos: En el único de momento en que aparece es en “Hamtaro Rompecorazones” de Game Boy Advance (2003) y no es posible controlarla.
APARICIÓN CON MAYOR PROTAGONISMO: Aparte de en el videojuego y capítulo mencionados, aparece en los capítulos 232 y 244, ambos de la 4º Temporada.
Una especie de Oso Amoroso en versión hámster es Armonía: Una dulce ángel que vela el amor del mundo y sobre todo de los hámsters para ponerlo a salvo de las fechorías de su eterno enemigo Spat. Armonía puede sentir donde se encuentra Spat en cada momento y así ir tras él ó pedírselo y/ó avisar a Hamtaro y Bijou. Armonía se pasa todo el tiempo persiguiendo a Spat para detener sus maldades (AVISO A CONTINUACIÓN DE REVELACIONES DE EL VIDEOJUEGO HAMTARO ROMPECORAZONES HASTA EL FINAL DE LA DESCRIPCIÓN DE ESTE PERSONAJE:) y solo puede asegurarse de que no podrá él hacer más rociándole con Tiros de Amor, una poderosa arma que Armonía fabrica aunque solo lo puede hacer cuando hay bastante amor entre los hámsters. A parte de que no se libra nunca de ella y que si le alcanza Los Tiros de Amor no puede volver al mal, otro de los motivos que tiene Spat de odiar a Armonía es que a ella le encanta todo lo que a él detesta: el romance, las relaciones tiernas, las parejas de enamorados, el aprecio y demás cosas relacionadas.
Y a continuación, estos son los hámsters secundarios de la saga, son los amigos que Los Ham-Hams han conocido durante sus aventuras y aunque no los vean muy a menudo, ellos suelen visitarles siempre que pueden, sobre todo en acontecimientos importantes como el cumpleaños de Hamtaro ó la boda de Manchitas y Pimienta (Sabio-Ham y Tía Chispas suelen visitar a los Ham-Hams con tanta frecuencia que algunos espectadores creen que ellos también son protagonistas), a pesar de ser secundarios también tienen mucha importancia en la saga:
- Sabio-Ham/ Elder-Ham (Chōrōhamu 長老ハム):

PRIMERAS APARICIONES:
En la televisión: Capítulo 11
En el cine: Dato por determinar
En los videojuegos: aparece por primera vez en el juego de Game Boy Color Hamtaro hams hams united
APARICIÓN CON MAYOR PROTAGONISMO: Capítulo 61 (Segunda Temporada)
Un hámster anciano que vive en una madriguera subterránea escondida debajo de una piedra, es el personaje secundario de toda la serie que más veces aparece, Los Ham-Hams suelen ir donde él para pedirle consejos sobre sus actuales problemas. Cuando Sabio-Ham cuenta algo acaba perdiendo tanto el hilo que se suele quedar dormido a mitad de conversación y Los Ham-Hams le tienen que despertar muy molestos (Jefazo suele ser el que con más frecuencia le despierta y el que más se enfada por eso.) o incluso recordarle de que estaba hablando. Sabio-Ham parece un adulto formal, pero es más pillo de lo que parece ya que en alguna otra ocasión ha robado objetos a los humanos y gastado bromas muy inesperadas a Los Ham-Hams (En alguna que otra contó con la ayuda de Tía Chispas para ponerla en práctica.) o incluso hizo de Papa Noel en la primera Navidad de ellos. Sabio-Ham conoce a Tía Chispas desde hace mucho tiempo y esta tan enamorado de ella que en una ocasión intentó sin ningún éxito pedirla que se casara con él. A pesar de lo que siente por ella, en alguna que otra ocasión Sabio-Ham ha perseguido muy enfadado a Tía Chispas por alguna trastada que le ha hecho.
- Tía Chispas/ Tía Vigor/ Auntie Viv (Ohamubaa-san おハムばあさん):

PRIMERAS APARICIONES:
En la televisión: Capítulo 28
En el cine: Dato por determinar
En los videojuegos: Se la ve en el videojuego "El rescate del Arcoiris"
APARICIÓN CON MAYOR PROTAGONISMO: Capítulo 91 (Segunda Temporada)
Una hámster anciana que parece frágil y delicada pero no lo es en absoluto pues tiene una inmensa energía y una velocidad que incluso a Jefazo le cuesta ganarla en una carrera. A pesar de ser muy amable y cariñosa, es más pilla que Sabio-Ham y aunque no se lo toma en serio realmente siente algo por él. Puesto que el dueño de Tía Chispas es capitán de barco suele viajar mucho por el mundo y nunca se sabe cuando vuelve de visita ya que siempre lo hace por sorpresa.
- Pimienta/ Pepper (Jyajyahamu-chan/Jajahamu じゃじゃハムちゃん):

PRIMERAS APARICIONES:
En la televisión: Capítulo 37
En el cine: Dato por determinar
En los videojuegos: aparece en el videojuego de game boy color hamtaro ham ham heartbreack
APARICIÓN CON MAYOR PROTAGONISMO: Capítulo 42 (Primera Temporada)
Pimienta tiene como dueño a Dylan, un granjero primo de Karla que cuando ambos invitaron por primera vez a Laura a venir a la granja, Manchitas le pidió a Hamtaro que le ayudara a declararse a Pimienta, al no tener Hamtaro ni idea sobre temas de amor, Manchitas no consigue decirle nada a Pimienta, hasta que cuando ya estaba en el coche para el viaje de vuelta, la gritó lo que sentía por ella, desde entonces Manchitas siempre se pone muy nervioso cada vez que va a la granja a visitarla ó ella va a la ciudad a visitarle a él. Pimienta es muy atrevida, le gusta poner nervioso a Manchitas, el riesgo, las emociones fuertes y cuida de un montón de animales, incluso pudo cuidar de una cabra preñada con muy mal genio debido al estar encerrada durante tantos meses. Debido a que sus dueños son miembros de la misma familia, Manchitas y Pimienta son la única pareja de hámsters en toda la serie que se llegaron a casar. Después de la boda fueron a vivir juntos a la granja de Dylan.
- Omar (Oashisu-kun/Oasis-kun オアシスくん):

PRIMERAS APARICIONES:
En la televisión: Capítulo 20
En el cine: Dato por determinar
En los videojuegos: Dato por determinar
APARICIÓN CON MAYOR PROTAGONISMO: Dato por determinar
Omar vivía en un palacio de Oriente Medio con su dueño el rey lleno de lujos y riquezas hasta que se cansó de eso y se escapó para viajar a distintas partes del mundo como La Isla de Pascua o Río de Janeiro entre muchos otros, cuando el rey descubrió que Omar se había ido mandó a sus soldados a buscarlo por todo el mundo pero Omar es tan escurridizo que aparece y desaparece de un sitio a otro constantemente y nadie consigue atraparlo. Cuando conoció en Japón a Los Ham-Hams estos le mostraron un cartel de Se Busca con su foto y entonces cayó en la cuenta de que su dueño le echaba de menos y que tendría que volver, pero aún pretende seguir viajando a partes del mundo que aún no ha visto además de visitar en algunas ocasiones a Los Ham-Hams.
- Sabu (Sabu-san サブさん):

PRIMERAS APARICIONES:
En la televisión: Capítulo 24
En el cine: Dato por determinar
En los videojuegos: Dato por determinar
APARICIÓN CON MAYOR PROTAGONISMO: Capítulo 90 (Segunda Temporada)
Vendedor ambulante de frutos secos que cada vez que se encuentra con Los Ham-Hams no duda lo más mínimo en ayudarles, está enamorado de una paloma muy servicial llamada Francisca, la cual ha salvado de muchos problemas a Los Ham-Hams e incluso se ha enfrentado al cuervo que tantas veces amarga la vida de ellos. Sabu suele aparecer en fiestas y eventos ya que es cuando más posibilidades tiene de vender.
- Ninja-Ham/ Nin-Ham (Ninhamu-kun ニンハムくん):

PRIMERAS APARICIONES:
En la televisión: Capítulo 87 (Segunda Temporada)
En el cine: Dato por determinar
En los videojuegos: Dato por determinar
APARICIÓN CON MAYOR PROTAGONISMO: Dato por determinar
Hámster ninja que se marchó de su aldea para viajar y el destino hizo que se topara con Los Ham-Hams los cuales le consideran un experto en todas las clases de tácticas ninja cuando en realidad él es el peor ninja de su academia y además tiene una puntería malísima, a pesar de eso, Los Ham-Hams le admiran mucho y en muchas ocasiones le han pedido que les enseñe a ser ninjas y cada vez que lo hace se lleva más de una sorpresa y/ó no le salen las cosas como tenía pensadas.
- Estrellita/ Chispita/ Sparkle (Kururin-chan くるりんちゃん):

PRIMERAS APARICIONES:
En la televisión: Capítulo 54 (Segunda Temporada)
En el cine: Dato por determinar
En los videojuegos: Dato por determinar
APARICIÓN CON MAYOR PROTAGONISMO: Capítulo 103 (Penúltimo de la Segunda Temporada)
Al igual que su dueña Estrella/ Centella/ Glitter, Estrellita es una estrella del pop, y también una pija con todas las letras que a pesar de viajar ambas constantemente a Estados Unidos hablan inglés de manera muy patética. Siempre que vuelve a Japón Estrellita procura no encontrarse con Los Ham-Hams ya que cada vez que se los encuentra acaba lamentándolo de una forma u otra. Estrellita se toma demasiado en serio su belleza física y tiene una extraña manía de decir constantemente “o sea” y de guiñar el ojo mientras pone una pose seductora. A pesar de hacerse la víctima y la típica doncella en apuros, tiene una inmensa fuerza (En una ocasión fue capaz de lanzar por encima de ella la cama de Jefazo con él dentro) y es posiblemente el personaje con más mal genio de toda la saga sobre todo cuando se pone celosa de Bijou a la que considera su eterna y odiosa rival a pesar de que Bijou intentaba como podía llevarse bien con ella hasta que Estrellita empezó a sentir algo por Hamtaro, lo cual desde entonces se pelean constantemente, también se pelea muchas veces con Oshare y no se fía nada de Lapis porque piensa que ella intenta conquistar a Hamtaro.
- Hannah (Hana-chan ハナちゃん):

PRIMERAS APARICIONES:
En la televisión: Capítulo 92 (Segunda Temporada)
En el cine: Dato por determinar
En los videojuegos: Dato por determinar
APARICIÓN CON MAYOR PROTAGONISMO:
Amiga de la infancia de Bromitas que vive en el sur de Japón, es la única hámster capaz de soportar los chistes de Bromitas e incluso de inventarse ella misma los suyos propios con el estilo de Bromitas, cuando fue a visitarle se quedó atascada en un agujero sin poder salir, Gafitas la liberó y así se conocieron. Hannah empezó a creer de que se estaba enamorando de Gafitas ya que le parecía él muy elegante y caballeroso y estaba cansada de los mismos hámsters de pueblo de siempre. Hannah y Gafitas tuvieron una cita (Aunque Gafitas no tenía ni idea de que era una cita) en el parque de atracciones y cuando Hannah descubrió como es Gafitas cayó en la cuenta de que no era lo que buscaba y simplemente quedaron como amigos.
- Atrapadillo/ Atorín/ Stucky (Nukenai-kun ぬけないくん):

PRIMERAS APARICIONES:
En la televisión: Capítulo 81 (Segunda Temporada)
En el cine: Dato por determinar
En los videojuegos: Dato por determinar
APARICIÓN CON MAYOR PROTAGONISMO: Capítulo 106 (Segundo de la Tercera Temporada)
Un hámster que lleva gran parte de su vida con el cuerpo atrapado dentro de una tubería de la que le resulta imposible salir incluso con ayuda y en la que solo puede sacar y meter la cabeza, lleva tanto tiempo atrapado que se ha acostumbrado a adaptarse, pues gracias a eso se desplaza rodando y es buenísimo jugando al escondite tanto para esconderse como para encontrar a los demás, más bueno incluso que Gorrilla lo que provoca que al principio no se lleven bien hasta que se salvaron la vida el uno al otro y desde entonces son grandes amigos.
- Chef-Ham (Kokku-san/Cook-san コックさん):

PRIMERAS APARICIONES:
En la televisión: Capítulo 94 (Segunda Temporada)
En el cine: Dato por determinar
En los videojuegos: Dato por determinar
APARICIÓN CON MAYOR PROTAGONISMO: Dato por determinar
Cocinero italiano que ha viajado por muchos países del mundo como Francia y Estados Unidos para aprender a cocinar toda clase de comida. Cada vez que se pone a cocinar lo hace cantando, bailando y haciendo malabarismos, es capaz de hacer grandes delicatessen incluso usando ingredientes muy simples, pero cuando se prepara para cocinar para sus 10 hijos que viven en Japón se pone muy nervioso y teme de que a ellos no les acabe gustando lo que les prepara. Los Ham-Hams consiguen darle la confianza en sí mismo que necesitaba para contentar a sus hijos.
- Robot-Ham/ Robo-Ham/ Robo-Joe (Mekaa Jirō/Mecha Jirō メカージロウ):

PRIMERAS APARICIONES:
En la televisión: Capítulo 85 (Segunda Temporada)
En el cine: Dato por determinar
En los videojuegos: Dato por determinar
APARICIÓN CON MAYOR PROTAGONISMO: Capítulo 150 (Tercera Temporada)
El abuelo de Laura es un inventor un poco loco pero gran soñador y bromista, el mejor de sus inventos es Robot-Ham, un robot de más o menos el mismo tamaño que Penélope con aspecto de hámster que se desplaza velozmente sobre una rueda y fue programado para comportarse como un hámster copiando los sonidos que ellos hacen, pero no sabe distinguir un hámster del resto de los animales y acaba copiando todo lo que oye. Participó en batallas contra otros robots mucho más grandes que él e incluso hizo de juez en las Olimpiadas presentadas por El Príncipe Bo y que participaron Los Ham-Hams.
Hasta aquí están todos los personajes hámsters que aparecieron en los capítulos anteriores al 105 (Las 2 primeras temporadas), pues a partir del 105 en adelante son capítulos que de momento no se han emitido ni en América ni en Europa (Salvo en Italia que sí se emitieron), los siguientes secundarios aparecen a partir de el capítulo 105 en adelante, por lo que en América y en Europa solo se les conoce por sus apariciones en los videojuegos (Ocurre lo mismo con Spat y Armonía), la serie se le añadió el subgénero de la magia a partir de el capítulo 194 con la aparición de Lapis y Lazuli:
- Lapis:

PRIMERAS APARICIONES:
En la televisión: Capítulo 194 (Cuarta Temporada)
En el cine: Dato por determinar
En los videojuegos: Dato por determinar
APARICIÓN CON MAYOR PROTAGONISMO: Dato por determinar
- Lazuli:

PRIMERAS APARICIONES:
En la televisión: Capítulo 194 (Cuarta Temporada)
En el cine: Dato por determinar
En los videojuegos: Dato por determinar
APARICIÓN CON MAYOR PROTAGONISMO: Dato por determinar
Descripción del personaje por determinar
- Okini:

PRIMERAS APARICIONES:
En la televisión: Capítulo 261 (Cuarta Temporada)
En el cine: Dato por determinar
En los videojuegos: Dato por determinar
APARICIÓN CON MAYOR PROTAGONISMO: Dato por determinar
Descripción del personaje por determinar
- Sora:

PRIMERAS APARICIONES:
En la televisión: Capítulo 286 (Cuarta Temporada)
En el cine: Dato por determinar
En los videojuegos: Dato por determinar
APARICIÓN CON MAYOR PROTAGONISMO: Dato por determinar
Descripción del personaje por determinar
- Oshare:

PRIMERAS APARICIONES:
En la televisión: Capítulo 190 (Tercera Temporada)
En el cine: Dato por determinar
En los videojuegos: Dato por determinar
APARICIÓN CON MAYOR PROTAGONISMO: Dato por determinar
- La Hamfermera/ Flora:

PRIMERAS APARICIONES:
En la televisión: Capítulo 126 (Tercera Temporada)
En el cine: Dato por determinar
En los videojuegos: Dato por determinar
APARICIÓN CON MAYOR PROTAGONISMO: Dato por determinar
Descripción del personaje por determinar
- Príncipe Arco/ Prince Bo:

PRIMERAS APARICIONES:
En la televisión: Capítulo 181 (Tercera Temporada)
En el cine: Dato por determinar
En los videojuegos: Dato por determinar
APARICIÓN CON MAYOR PROTAGONISMO: Dato por determinar
Descripción del personaje por determinar
- Tortuguita/ Seamore:

PRIMERAS APARICIONES:
En la televisión: Capítulo 161 (Tercera Temporada)
En el cine: Dato por determinar
En los videojuegos: Dato por determinar
APARICIÓN CON MAYOR PROTAGONISMO: Dato por determinar
Único hámster de toda la saga que puede nadar, lleva siempre un caparazón a modo de mochila y está enamorado de Coletilla.
- Coletilla/ Barrette:

PRIMERAS APARICIONES:
En la televisión: Capítulo 133 (Tercera Temporada)
En el cine: Dato por determinar
En los videojuegos: Dato por determinar
APARICIÓN CON MAYOR PROTAGONISMO: Dato por determinar
Descripción del personaje por determinar
- Daisy:

PRIMERAS APARICIONES:
En la televisión: Dato por determinar
En el cine: Dato por determinar
En los videojuegos: Dato por determinar
APARICIÓN CON MAYOR PROTAGONISMO: Dato por determinar
Descripción del personaje por determinar
- Ivy:

PRIMERAS APARICIONES:
En la televisión: Dato por determinar
En el cine: Dato por determinar
En los videojuegos: Dato por determinar
APARICIÓN CON MAYOR PROTAGONISMO: Dato por determinar
Descripción del personaje por determinar
- Rosie:

PRIMERAS APARICIONES:
En la televisión: Dato por determinar
En el cine: Dato por determinar
En los videojuegos: Dato por determinar
APARICIÓN CON MAYOR PROTAGONISMO: Dato por determinar
Descripción del personaje por determinar
- Equipo de la Jungla:

PRIMERAS APARICIONES:
En la televisión: Dato por determinar
En el cine: Dato por determinar
En los videojuegos: Dato por determinar
APARICIÓN CON MAYOR PROTAGONISMO: Dato por determinar
Grupo formado por 4 jóvenes hámsters de la misma raza vestidos con disfraces de león, de cebra, de conejo y de rana, fueron 1 de los 4 equipos que participaron en las Olimpiadas para hámsters presentadas por El Príncipe Bo.
- Arresham:

PRIMERAS APARICIONES:
En la televisión: Dato por determinar
En el cine: Dato por determinar
En los videojuegos: Dato por determinar
APARICIÓN CON MAYOR PROTAGONISMO: Dato por determinar
Descripción del personaje por determinar
- Berenjín:

PRIMERAS APARICIONES:
En la televisión: Dato por determinar
En el cine: Dato por determinar
En los videojuegos: Dato por determinar
APARICIÓN CON MAYOR PROTAGONISMO: Dato por determinar
Descripción del personaje por determinar
- Boobabies:

PRIMERAS APARICIONES:
En la televisión: Dato por determinar
En el cine: Dato por determinar
En los videojuegos: Dato por determinar
APARICIÓN CON MAYOR PROTAGONISMO: Dato por determinar
7 niños hámsters con chupetes vestidos de la misma manera que El Príncipe Bo salvo por el color: Cada uno lleva un color del arcoíris. Pueden volar al igual que Bo, admiran mucho los trabajos de Panda y hacen de árbitros, jueces y jurado en las Olimpiadas para hámsters.
- Chibi-chans:

PRIMERAS APARICIONES:
En la televisión: Dato por determinar
En el cine: Dato por determinar
En los videojuegos: Dato por determinar
APARICIÓN CON MAYOR PROTAGONISMO: Dato por determinar
Descripción del personaje por determinar
- DJ-Ham:

PRIMERAS APARICIONES:
En la televisión: Dato por determinar
En el cine: Dato por determinar
En los videojuegos: Dato por determinar
APARICIÓN CON MAYOR PROTAGONISMO: Dato por determinar
Descripción del personaje por determinar
- Gelato:

PRIMERAS APARICIONES:
En la televisión: Dato por determinar
En el cine: Dato por determinar
En los videojuegos: Dato por determinar
APARICIÓN CON MAYOR PROTAGONISMO: Dato por determinar
Descripción del personaje por determinar
- Hampingüino:

PRIMERAS APARICIONES:
En la televisión: Dato por determinar
En el cine: Dato por determinar
En los videojuegos: Dato por determinar
APARICIÓN CON MAYOR PROTAGONISMO: Dato por determinar
Descripción del personaje por determinar
- Kuma:

PRIMERAS APARICIONES:
En la televisión: Dato por determinar
En el cine: Dato por determinar
En los videojuegos: Dato por determinar
APARICIÓN CON MAYOR PROTAGONISMO: Dato por determinar
Descripción del personaje por determinar
- Pipa:

PRIMERAS APARICIONES:
En la televisión: Dato por determinar
En el cine: Dato por determinar
En los videojuegos: Dato por determinar
APARICIÓN CON MAYOR PROTAGONISMO: Dato por determinar
Descripción del personaje por determinar
- Pola:

PRIMERAS APARICIONES:
En la televisión: Dato por determinar
En el cine: Dato por determinar
En los videojuegos: Dato por determinar
APARICIÓN CON MAYOR PROTAGONISMO: Dato por determinar
Descripción del personaje por determinar
- Polo:

PRIMERAS APARICIONES:
En la televisión: Dato por determinar
En el cine: Dato por determinar
En los videojuegos: Dato por determinar
APARICIÓN CON MAYOR PROTAGONISMO: Dato por determinar
Descripción del personaje por determinar
- Potato:

PRIMERAS APARICIONES:
En la televisión: Capítulo 159 (Tercera Temporada)
En el cine:
En los videojuegos:
APARICIÓN CON MAYOR PROTAGONISMO:
Dueño de una hamburguesería ambulante en la que prepara con sus propias patas y con todo el calor de su corazón deliciosas hamburguesas y patatas hechas con pipas molidas, está enamorado de Shake a la que en un principio solo podía observarla desde lejos cuando su millonaria y sobreprotectora dueña la sacaba a dar su paseo, pero cuando Shake le conoció se fugó de casa para irse con él.
- Radar:

PRIMERAS APARICIONES:
En la televisión: Dato por determinar
En el cine: Dato por determinar
En los videojuegos: Dato por determinar
APARICIÓN CON MAYOR PROTAGONISMO: Dato por determinar
Reportero con enormes orejas que siempre está buscando por todas partes noticias sorprendentes por lo que siempre lleva encima un micrófono.
- Shake:

PRIMERAS APARICIONES:
En la televisión: Capítulo 212 (Cuarta Temporada)
En el cine:
En los videojuegos:
APARICIÓN CON MAYOR PROTAGONISMO:
Descripción del personaje por determinar
- Suberu:

PRIMERAS APARICIONES:
En la televisión: Dato por determinar
En el cine: Dato por determinar
En los videojuegos: Dato por determinar
APARICIÓN CON MAYOR PROTAGONISMO: Dato por determinar
Descripción del personaje por determinar
- Surfista/ Broski:

PRIMERAS APARICIONES:
En la televisión: Dato por determinar
En el cine: Dato por determinar
En los videojuegos: Dato por determinar
APARICIÓN CON MAYOR PROTAGONISMO: Dato por determinar
Ligón que habla y se comporta como un adolescente moderno como cuando llama “tronco” ó “tronca” a todo el mundo, le encanta la playa y las olas.
- Tomato:

PRIMERAS APARICIONES:
En la televisión: Dato por determinar
En el cine: Dato por determinar
En los videojuegos: Dato por determinar
APARICIÓN CON MAYOR PROTAGONISMO: Dato por determinar
Descripción del personaje por determinar
- Ai-chan:

PRIMERAS APARICIONES:
En la televisión: Dato por determinar
En el cine: Dato por determinar
En los videojuegos: Dato por determinar
APARICIÓN CON MAYOR PROTAGONISMO: Dato por determinar
Descripción del personaje por determinar
- Gu-chan:

PRIMERAS APARICIONES:
En la televisión: Dato por determinar
En el cine: Dato por determinar
En los videojuegos: Dato por determinar
APARICIÓN CON MAYOR PROTAGONISMO: Dato por determinar
Descripción del personaje por determinar
- Merica:

PRIMERAS APARICIONES:
En la televisión: Dato por determinar
En el cine: Dato por determinar
En los videojuegos: Dato por determinar
APARICIÓN CON MAYOR PROTAGONISMO: Dato por determinar
Descripción del personaje por determinar
- Nonno:

PRIMERAS APARICIONES:
En la televisión: Dato por determinar
En el cine: Dato por determinar
En los videojuegos: Dato por determinar
APARICIÓN CON MAYOR PROTAGONISMO: Dato por determinar
Descripción del personaje por determinar

### Enemigos
Los siguientes personajes (No todos son hámsters) se les considera los malvados de la serie debido a su actitud y sus intenciones, Spat a pesar de ser el que más tardó en aparecer es el malvado principal y Estrellita también se la considera malvada, siendo de todos estos la que más veces aparece en la serie:
- El Cuervo: Un molesto pajarraco negro que no para de incordiar a todos los personajes de la serie que se encuentra: tanto hámsters como humanos ó incluso perros. Entre sus fechorías están: Robar los objetos personales de los alumnos de la escuela, impedir que Brandy gane la carrera de perros y arrebatar a Los Ham-Hams el regalo de San Valentín que Laura había preparado para Teo.

- Los Gatos callejeros: Gatos de toda clase de razas que Los Ham-Hams tienen la gran mala suerte de encontrárselos por la calle, tienen una mirada que intimida y a pesar de eso, Jefazo se suele enfrentar a ellos casi a diario cuando sale a buscar comida, Panda y Manchitas son los que más miedo le tienen. Los Ham-Hams siempre procuran no acercarse al callejón del pescado ya que suele haber muchos gatos ahí debido al olor del pescado que viene del puerto, pero en una ocasión Bijou fue a parar ahí sin querer y se desmayó del miedo al ver que estaba tan cerca de una gata rabiosa aunque por suerte, la confunde con una de sus crías. Los cachorros de gatos que aparecen en la serie no suelen atacar a ningún hámster probablemente porque sus estómagos no están lo bastante desarrollados para comer roedores, por lo que no son considerados enemigos.

- Los Gallos: Aves feroces y agresivas criadas por el Presidente Gallón, 3 de las más fieras son las mascotas de la escuela de Laura siendo estas 3 las que más problemas han causado tanto al Profesor Felipe Yoshi como a Los Ham-Hams, ambos tienen un pánico terrible a todos estos gallos. Carlota es la única que sabe mantener a los gallos a raya sin llegar a hacerles daño, poco a poco Felipe también lo aprende aunque sigue teniéndoles mucho miedo.

- Los Polli-Pollis: 5 pollitos que vistos de espalda parecen monos y adorables pero sus rostros y su actitud no lo son para nada, son casi tan feroces y agresivos como sus padres pero cuando están con Carlota se comportan como cualquier pollito normal. Persiguen e incordian a Los Ham-Hams cada vez que se los encuentran, también atacaban a Felipe hasta que él los salvó de ahogarse. En una ocasión el más pequeño de ellos parecía hacerse amigo de Penélope pero en realidad era otra de sus bromas de mal gusto. Inesperadamente, Los Polli-Pollis encontraron una de las entradas secretas del Ham-Ham Club y mientras los demás Ham-Hams estaban en otros túneles haciendo un simulacro de incendios, Los Polli-Pollis se quedaron encerrados en el club con Tigrillo dentro llorando de miedo. En el videojuego “Hamtaro el rescate del arcoíris” Jefazo, Tigrillo y Bromitas demuestran a los demás de lo que son capaces enfrentándose a 3 de ellos que estaban furiosos porque Manchitas había dañado antes a uno de ellos.

- El Presidente Gallón: Millonario y mandamás de una granja en la que cuida de los gallos más feroces y agresivos. Él es estricto, cabezota y no permite a su hija Carlota que se vea con Felipe Yoshi porque según él no es de buena familia y ni siquiera sabe cuidar de los pollos. Siempre está buscando a su hija futuros maridos que a él le parezcan grandes partidos y obliga a Carlota a tener citas a ciegas con ellos. En ocasiones incluso intenta librarse de Felipe mandándole a por él a alguno de sus gallos más fieros ó poniéndole pruebas que cree que Felipe nunca podrá superarlas. Después de mucho luchar y de contar con la gran ayuda de Los Ham-Hams (Aunque sin saberlo), Felipe Yoshi y Carlota por fin van a casarse, pero entonces el Presidente Gallón hace todo lo posible para impedirlo encerrando a su hija en casa y poniéndole trampas aterradoras a Felipe.

- Otros: En muchísimas aventuras que han tenido Los Ham-Hams se han enfrentado a montones de peligros y amenazas: perros furiosos, un tiburón volador, un hombre-lobo (Que en realidad era un humano disfrazado), un dragón, un ogro gigante… por no hablar de los malvados a los que se enfrentan cada vez que sueñan interpretados por alguno/s de ellos (El primero de ellos basado en Ganondorf) y a veces incluso el malvado del sueño resulta ser el personaje al que menos se imaginara como malvado como ocurre con Manchitas ó con Cerebrín. De todas formas y a pesar de todo, el mayor de todos es sin duda el diabólico Spat.

### Humanos y otros personajes
- Laura Haruna (Hiroko Haruna 春名ヒロ子, apodada "Roko-chan" ロコちゃん): Dueña de Hamtaro y Brandy, mejor amiga de Karla y enamorada de Teo.
- Carla: Compañera de clases y la amiga más cercana de Laura. Es la dueña de Bocadín.
- Teo/Travis Kimura (Taichi Kimura 木村太一): Amigo de Laura en el colegio. Su pasión es el fútbol.
- Brandy (Burandon/Brandon (ブランドン), también conocido como Don-chan (どんちゃん)): El perro de la familia Haruna. Siempre está acostado dentro de casa, y rara vez hace algo, aunque es un amigo de los Ham Ham.

## Doblaje en Hispanoamérica
- Hamtaro - Elsa Covián
- Laura Haruna - Cristina Hernández
- Karla - Karla Falcón
- Naomi Haruna - Mónica Villaseñor
- Roble Haruna - Andrés Gutiérrez Coto
- Gran Jefe - Luis Daniel Ramírez
- Colitas - Leyla Rangel
- Bocadin - Víctor Ugarte
- Gorritas - Laura Torres
- Tigrilla - Fernanda Robles
- Tigrillo - Maggie Vera
- Bromín - Eduardo Garza
- Dandy - Irwin Daayán
- Cerebrin - Mónica Villaseñor
- Panda - Marco Portillo, Gaby Ugarte (resto)
- Pashmina - Mitzi Corona
- Penélope - Jessica Ángeles
- Siestín - Ernesto Lezama
- Jingle - Andrés Gutiérrez Coto
- Viejo Sabio Ham - Carlos Águila
- Abuela Haruna - Andrea Cotto
- Papá de Karla - Marcos Patiño
- Mamá de Karla - Norma Echevarría
- Travis - Uraz Huerta
- Elena - Gabriela Willert
- Noel - Eduardo Tejedo
- Suzie - Cony Madera
- Kit - Roberto Mendiola
- Juanita - Circe Luna
- Kyoko - Rossy Aguirre
- Profesor Yoshi - Emmanuel Rivas
- Brandy - Eduardo Tejedo
- Tía Vigor - Magda Giner

## Doblaje en España
- Hamtaro - Diana Torres
- Lacitos - Pilar Puebla
- Jefazo - Francisco Andrés Valdivia
- Pashmina - Blanca Rada
- Gafitas - José María Carrero
- Bromitas - Pepa Agudo
- Panda - Mariano García
- Cerebrín - Francisco Andrés Valdivia
- Manchitas - Rocío Azofra
- Gorrilla - Gádor Martín
- Carla Iwata - Pepa Agudo
- Trotty - Mariano García
- Tigrillo - Belén Rodríguez
- Tigrilla - Ana San Millán
- Roberto - José Carabias
- Laura Haruna - Gádor Martín
- Madre de Laura - Carolina Tak
- Sabio-Ham - Juan Carlos Lozano
- Florentino, el padre de Laura - Alfredo Martínez
- Teo - Mariano García

## Episodios
Esta es la lista de episodios del anime Hamtaro. Está dividida en un total de 12 temporadas que abarcan los 296 episodios de los que se compone la serie, sin incluir OVAs o episodios especiales.
Solo las cuatro primeras temporadas fueron dobladas en occidente a inglés y a español
| Temporada | Temporada | Episodios | Japón               | Japón                   | USA                  | USA                  | Hispanoamérica       | Hispanoamérica          |
| Temporada | Temporada | Episodios | Comienzo            | Final                   | Comienzo             | Final                | Comienzo             | Final                   |
| --------- | --------- | --------- | ------------------- | ----------------------- | -------------------- | -------------------- | -------------------- | ----------------------- |
|           | 1         | 26        | 7 de julio de 2000  | 29 de diciembre de 2000 | 3 de junio de 2002   | 10 de julio de 2002  | 1 de abril de 2002   | 19 de junio de 2002     |
|           | 2         | 26        | 5 de enero de 2001  | 29 de junio de 2001     | 11 de junio de 2002  | 29 de agosto de 2002 | 7 de octubre de 2002 | 20 de noviembre de 2002 |
|           | 3         | 25        | 6 de julio de 2001  | 28 de diciembre de 2001 | 2 de febrero de 2003 | 12 de mayo de 2003   | 3 de febrero de 2003 | 17 de julio de 2003     |
|           | 4         | 26        | 4 de enero de 2002  | 5 de julio de 2002      | 13 de mayo de 2003   | 25 de junio de 2003  | 1 de octubre de 2003 | 5 de noviembre de 2003  |
|           | 5         | 24        | 12 de julio de 2002 | 27 de diciembre de 2002 | No emitida           | No emitida           | No emitida           | No emitida              |
|           | 6         | 24        | 10 de enero de 2003 | 27 de junio de 2003     | No emitida           | No emitida           | No emitida           | No emitida              |
|           | 7         | 25        | 4 de julio de 2003  | 26 de diciembre de 2003 | No emitida           | No emitida           | No emitida           | No emitida              |
|           | 8         | 26        | 9 de enero de 2004  | 25 junio de 2004        | No emitida           | No emitida           | No emitida           | No emitida              |
|           | 9         | 26        | 2 de julio de 2004  | 24 de diciembre de 2004 | No emitida           | No emitida           | No emitida           | No emitida              |
|           | 10        | 26        | 7 de enero de 2005  | 24 de junio de 2005     | No emitida           | No emitida           | No emitida           | No emitida              |
|           | 11        | 26        | 7 de julio de 2005  | 23 de diciembre de 2005 | No emitida           | No emitida           | No emitida           | No emitida              |
|           | 12        | 13        | 6 de enero de 2006  | 31 de marzo de 2006     | No emitida           | No emitida           | No emitida           | No emitida              |

## Películas
- Hamu Hamu Rando Daibōken (2001)
- Hamu Hamu Hamu Maboroshi no Purincess (2002)
- Hamu Hamu Guran Purin (2003)
- Hamutaro to Fushigi no Oni no Ehon Tō (2004)

## OVA
- Hamtaro: Hamutaro no Otanjoubi ~Mama wo Tazunete Sanzen Techitechi~  (2002)
- Hamtaro: Hamuchanzu no Takara Sagashi Daisaku - Sutekina Umi no Natsuya  (2003)
- Hamtaro: Hamuchanzu to Niji no Kuni no Oujisama (2004)
- Hamtaro: Hamuchanzu no Mezase! Hamuhamu Kin Medal  (2004)

## Videojuegos
- Tottoko Hamutaro: Tomodachi Daisaku Ikusa Dechu (Game Boy Color) — solo en Japón
- Hamtaro: Ham-Hams Unite! (Game Boy Color)
- Hamtaro: Ham-Ham Heartbreak (Game Boy Advance)
- Hamtaro: Rainbow Rescue (Game Boy Advance) — solo en Japón y Europa
- Hamtaro: Ham-Ham Games (Game Boy Advance)
- Wake Up Snoozer!: A Learning Adventure (PC) — solo en Estados Unidos y Rusia
- Tottoko Hamutaro: Nazo Nazo Q (Nintendo DS) — solo en Japón
- Hamtaro: Challenge (Nintendo DS)